# 赤坂BLITZ
TBS AKASAKA BLITZ STUDIO（ティービーエス アカサカ ブリッツ スタジオ）は、東京都港区赤坂・赤坂サカス内に存在するTBSテレビ運営のテレビ番組収録用スタジオである。通称「BLITZスタジオ」、別名「Hスタジオ」。
2009年から2020年まではライブハウス・赤坂BLITZ（あかさかブリッツ、英語：Akasaka BLITZ）として営業しており、そのうち2017年11月1日にマイナビが施設命名権（ネーミングライツ）を取得したことにより、同日から呼称を「マイナビBLITZ赤坂」としていた。
旧施設は1996年にオープンしたが、2003年をもって再開発計画のため閉鎖、その5年後の2008年3月20日に復活させた。

## 概要
旧施設は 1996年4月16日、東京放送（現・TBSホールディングス）の現放送センター移転に伴い、旧テレビ局舎・鉄塔跡地に開設された。2000年にSHIBUYA-AXがオープンするまでは都内で唯一の1,500人 - 2,000人規模のライブハウスであり、日本国内外の約2,000組（2003年9月時点）に渡るアーティストが頻繁に利用していた、。旧施設の杮落しはMR. BIGであり、邦楽としては同26日に電気グルーヴが公演を行ったのが最初となる。2003年9月5日、Dragon Ashの公演をもって「TBS赤坂五丁目再開発計画」（現・赤坂サカスプロジェクト）により閉鎖した。
2004年11月14日、赤坂BLITZの移転施設として横浜BLITZがオープンした。
2008年3月20日、赤坂サカス内の旧赤坂BLITZとほぼ同じ位置にTBS赤坂ACTシアターと併設される形で新築・再オープンした。位置的にはTBS放送センターと赤坂Bizタワーに挟まれる形になる。杮落し公演はKREVAが行った。なお、横浜BLITZは併存して運営されていたが、2013年10月14日をもって閉鎖となった。2009年4月には東京放送の持株会社化（東京放送ホールディングス）にともない、運営がTBSテレビに移行した。
2017年11月1日、マイナビの施設命名権（ネーミングライツ）取得により、呼称を「マイナビBLITZ赤坂」に変更。
公演は主に音楽関連が開催されているが、他に舞台・落語・試写会・プロレス興行など行われている。TBSテレビ『キングオブコント』準決勝もここで開催される。AKB48選抜総選挙の第1回大会を開催したのがこの劇場である。また、TBSグループの施設として特徴的な事業では、TBSテレビで『筑紫哲也 NEWS23』のキャスターを長年務めた筑紫哲也の1周忌記念のシンポジウムとミニライブ、TBSホールディングスの株主総会、TBSラジオの広告代理店向け説明会などが開催されている。2016年度の年間稼働日数は313日、年間動員数は約44万人に及ぶ。
TBSグループの劇場施設は、赤坂BLITZ、TBS赤坂ACTシアター、IHIステージアラウンド東京の3か所である。
2019年1月30日、TBSテレビの持株会社であるTBSホールディングスが発表した「赤坂エンタテインメント・シティ構想」の概要で、2020年9月22日をもってライブハウスとしての営業を終了し、BLITZ全体としても24年の歴史に幕を下ろした。今後は観覧機能付きの収録スタジオとして活用される事が発表された。しかし、閉館発表に前後して新型コロナウイルス感染症の蔓延が発生し、有観客での公演が事実上不可能となる。予定されていた多くの公演が延期・中止のまま2020年9月に予定通り閉館を迎えた。さよなら公演なども一切行われなかった。
閉館後、同年9月26日には『お笑いの日』内のコーナー『音ネタFES〜OTO-NETA-FES〜』の生放送で使用され、それをもって改修工事へと入った。その後、2022年10月8日にTBS AKASAKA BLITZ STUDIO（別名:Hスタジオ）として再オープンした。放送では「BLITZスタジオ」と呼ばれるが、番組によっては「Hスタジオ」と呼称される。BLITZスタジオは4Kに対応しており、地上波・BS放送の番組収録や配信用の収録に使われている他、外部への貸し出しにも対応する。また、それまで東京メディアシティのK1・K2スタジオ（緑山スタジオ・シティが管理）など外部のスタジオで制作していたTBSの番組を本スタジオ完成を機に移行。ドラマ制作以外は赤坂に収録拠点が集約された。放送センターとは回線センターとは光回線が接続されているが、マスターとは接続されていないため、生放送番組で使用する場合は放送センター内のスタジオを受けサブとして使用する必要がある。また、ホワイエではTBSの番組に関する展示イベントが行われており、3階の通路からはスタジオ内を常時見学することができる。

## ライブハウス時代の施設概要
- 収容人数は、オールスタンディングで1,418人（1F：1147人・2F：固定席/可動席：120人、スタンディング：151人）、オールシーティングで604人（1階484人、2階120人）。
- 1階スタンディング席最前列に入れる人数は、22 - 23人。
  - なお、旧施設（1996年 - 2003年）の収容人数は、1,944人（1Fスタンディング1,700人、2F座席244席）であった[17]。
- 最寄駅は、東京メトロ千代田線「赤坂駅」、銀座線・丸ノ内線「赤坂見附駅」、銀座線・南北線「溜池山王駅」[18]。